# Zebraspett
Zebraspett (Meiglyptes tristis) är en fågel i familjen hackspettar inom ordningen hackspettartade fåglar.

## Utbredning och systematik
Tigerspetten förekommer endast på västra Java i Indonesien. Tidigare inkluderades arten Meiglyptes grammithorax i zebraspetten, då med det svenska trivialnamnet tigerspett. Sedan 2014 urskiljs grammithorax som egen art av Birdlife International och internationella naturvårdsunionen IUCN, sedan 2023 även av International Ornithological Congress. I samband med artuppdelningen flyttade Birdlife Sverige över det svenska trivialnamnet till grammithorax och tilldelade tristis det nya namnet zebraspett.

## Status och hot
IUCN kategoriserar arten som starkt hotad.